# Эспаньяк
Эспанья́к (фр. Espagnac, окс. Espanhac) — коммуна во Франции, находится в регионе Новая Аквитания. Департамент коммуны — Коррез. Входит в состав кантона Ла-Рош-Канийак. Округ коммуны — Тюль.
Код INSEE коммуны 19075.
Коммуна расположена приблизительно в 410 км к югу от Парижа, в 90 км юго-восточнее Лиможа, в 12 км к востоку от Тюля, в Центральном массиве и окружена лесом.
Деревня Эспаньяк была основана, вероятно, во время или после галло-римского периода. Первое письменное упоминание появилось около 930 года.

## Население
Население коммуны на 2008 год составляло 337 человек.
| 1962 | 1968 | 1975 | 1982 | 1990 | 1999 | 2008 |
| ---- | ---- | ---- | ---- | ---- | ---- | ---- |
| 298  | 367  | 330  | 343  | 338  | 341  | 337  |

## Экономика
Основу экономики составляют сельское хозяйство, в частности, животноводство, и сельский туризм.
В 2007 году среди 197 человек в трудоспособном возрасте (15-64 лет) 140 были экономически активными, 57 — неактивными (показатель активности — 71,1 %, в 1999 году было 69,2 %). Из 140 активных работали 130 человек (77 мужчин и 53 женщины), безработных было 10 (6 мужчин и 4 женщины). Среди 57 неактивных 10 человек были учениками или студентами, 30 — пенсионерами, 17 были неактивными по другим причинам.

## Достопримечательности
- Замок Пюи-де-Валь XV века. Исторический памятник с 1927 года[3]
- Церковь XVI века
- Часовня Каролингов